# معرفی کتاب اختیارات، اصلاحات لوایح قانونی دکتر مصدق
اختیارات، اصلاحات و لوایح قانونی دکتر محمد مصدق کتابی پژوهشی از آقای مسعود کوهستانی‌ نژاد است که در سال ۱۳۸۳ توسط نشر نی منتشر شد. این کتاب به بررسی سیاست‌های داخلی دکتر محمد مصدق در سال‌های ۱۳۳۰ تا ۱۳۳۲ با تمرکز بر دریافت و اجرای اختیارات تقنینی از مجلس شورای ملی و تصویب لوایح قانونی توسط دولت او می‌پردازد.

## موضوع کتاب
```
با وجود پژوهش‌های فراوان درباره 
نهضت ملی‌شدن صنعت نفت
 و دکتر محمد مصدق، موضوع سیاست داخلی و استفاده او از اختیارات قانونی، کمتر مورد توجه قرار گرفته‌است. مصدق در تیر ۱۳۳۱ از 
مجلس شورای ملی
 درخواست کرد که برای انجام اصلاحات فوری، به او اختیار وضع قانون در اغلب امور را برای مدت معین بدهد. این درخواست ابتدا رد شد اما در مرداد همان سال به تصویب هر دو مجلس رسید و بعداً نیز برای یک سال دیگر تمدید شد.
[
۲
]
```

این اختیارات زمینه‌ساز تصویب ده‌ها لایحه قانونی شد که برخی از آن‌ها پس از سقوط دولت مصدق در ۲۸ مرداد ۱۳۳۲ نیز به قوت خود باقی ماندند. بررسی این لوایح و اثرات آن‌ها بر ساختار سیاسی و اجتماعی ایران، موضوع اصلی این کتاب است.

## محتوای کتاب
```
نویسنده با بهره‌گیری از منابع گوناگون از جمله مذاکرات مجلس، مطبوعات دوره مصدق، اسناد آرشیوی و دیدگاه‌های جریان‌های مختلف سیاسی، تلاش کرده تصویری دقیق از چگونگی درخواست، تصویب و استفاده از اختیارات قانونی توسط دولت مصدق ارائه دهد.
```

از دیگر محورهای کتاب می‌توان به موارد زیر اشاره کرد:
تحلیل نقش اختیارات در تدوین سیاست‌های داخلی دولت مصدق؛
بررسی اختلافات درونی میان نیروهای ملی‌گرا در خصوص میزان و نحوه استفاده از این اختیارات؛
مستندسازی لوایح قانونی تصویب‌شده در این دوره؛
تحلیل آثار بلندمدت این دوره بر روند قانون‌گذاری در ایران.

## جایگاه پژوهشی
```
این کتاب از معدود آثاری است که به طور اختصاصی به جنبه‌های حقوقی، اداری و سیاسی اختیارات مصدق پرداخته‌است. تحلیل‌های آن می‌تواند به درک بهتر فرآیندهای درونی دولت ملی و تعارضات میان گروه‌های سیاسی آن دوره کمک کند. از منظر پژوهشی، اثر حاضر می‌تواند مکملی برای آثاری باشد که تاکنون بیشتر بر بُعد خارجی و نفتی نهضت ملی تمرکز داشته‌اند.
```

## مشخصات کتاب
عنوان: اختیارات، اصلاحات و لوایح قانونی دکتر محمد مصدق
نویسنده: مسعود کوهستانی‌ نژاد
ناشر: نشر نی
سال انتشار: ۱۳۸۳
زبان: فارسی
تعداد صفحات: ۴۵۲ صفحه